# Vieraella herbstii
Genre
Espèce
Vieraella herbstii est une espèce éteinte d'amphibiens anoures de la famille des Leiopelmatidae, la seule du genre Vieraella.

## Répartition
Cette espèce a été découverte en Argentine. Elle date du Jurassique, c'est le plus ancien anoure connu.

## Publication originale
- (es) Reig, 1961 : Noticia sobre un nuevo anuro fosu del Jurasico de Santa Cruz (Patagonia). Ameghiniana, vol. 2, no 5, p. 73-78.